# Hermann Friedrich Kessler
Hermann Friedrich Kessler (* 17. Juni 1816 in Treis an der Lumda; † 2. April 1897 in Kassel) war ein deutscher Lehrer, Botaniker und Entomologe.

## Leben
Hermann Friedrich Kessler war der Sohn des von 1814 bis 1831 einzigen Lehrers von Treis. Er durchlief ebenfalls die Ausbildung zum Lehrer, bestand 1836 die Prüfung zum Volksschullehrer und unterrichtete anschließend zunächst in Allna bei Oberweimar und später dann in Marburg. 1843 wechselte er an die Realschule in Kassel und lehrte dort bis zu seiner Pensionierung im Jahr 1889. Im Jahr 1880 wurde er Oberlehrer und 1889 wurde ihm der Professortitel verliehen.
Sein naturwissenschaftliches Interesse richtete sich zunächst auf die Botanik. Er gab den Briefwechsel Wilhelm IV., den dieser mit gleichgesinnten Fürsten und Botanikern führte, heraus und bearbeitete nach Wiederauffinden in einer Gerümpelkammer des Kunsthauses das dreibändige Ratzenbergersche Herbar.
Später widmete er sich vor allem entomologischen Forschungen. Für seine Abhandlung über die Lebensgeschichte von Ceuthorhynchus sulcicollis Gyllenhall und Nematus ventricosus Klug wurde er 1866 zum Dr. phil. promoviert.
Er ist Erstbeschreiber der Blattlaus Periphyllus lyropictus (Kessler, 1886).
Hermann Friedrich Kessler war Mitglied im Verein für Naturkunde zu Cassel und wurde am 23. Dezember 1879 in der Sektion Zoologie und Anatomie mit der Matrikel-Nr. 2239 als Mitglied in die Deutsche Akademie der Naturforscher Leopoldina aufgenommen. Im Jahr 1886 wurde ihm zu seinem 50. Lehrerjubiläum der Rote Adlerorden 4. Klasse mit Jubiläumszahl 50 verliehen.
Er war seit 1851 mit seiner Frau Elise, geborene Viehmann, verheiratet. Der Orientalist Konrad Kessler war der Sohn des Ehepaars.

## Schriften (Auswahl)
- Landgraf Wilhelm IV. von Hessen als Botaniker; ein Beitrag zur Geschichte der Botanik. In: Proqramm der Realschule zu Cassel, S. 1–22, Cassel 1859
- Landgraf Wilhelm IV. von Hessen als Botaniker. Ein Beitrag zur Geschichte der Botanik. In: Flora, 7, 1860, S. 97–111 (Digitalisat)
- Die Lebensgeschichte vom Ceuthorhynchus sulcicollis Gyllenhal und Nematus ventricosus Klug. Beitrag zur Kenntniss und Vertilgung schädlicher Garteninsecten. Kay, Cassel 1866 (Digitalisat)
- Das älteste und erste Herbarium Deutschlands, im Jahre 1592 von Dr. Caspar Ratzenberger angelegt, gegenwärtig noch im Königlichen Museum zu Cassel befindlich. Freyschmidt, Cassel 1870 (Digitalisat)
- Die Entwicklungs- und Lebensgeschichte von Chaitophorus aceris Koch, Chaitophorus testudinatus Thornton und Chaitophorus lyropictus Kessler. Drei besonderte Arten (bisher nur als eine Art, Aphis aceris Linne bekannt). In: Nova Acta Leopoldina, 51, 2, 1886, S. 151–179 (Digitalisat)

- mit Konrad Kessler: Professor Dr. Hermann Friedrich Kessler. Lebensbild eines Naturforschers und Lehrers. In: Abhandlungen und Bericht XXXXII des Vereins für Naturkunde zu Kassel über das 61. Vereinsjahr 1896–97. Cassel 1897, S. 77–95 (Digitalisat)